# Austin Wagner
Austin Wagner (* 23. Juni 1997 in Calgary, Alberta) ist ein kanadischer Eishockeyspieler, der seit November 2024 bei den Chicago Wolves aus der American Hockey League (AHL) unter Vertrag steht. Zuvor war der linke Flügelstürmer für die Los Angeles Kings und Chicago Blackhawks in der National Hockey League (NHL) aktiv.

## Karriere

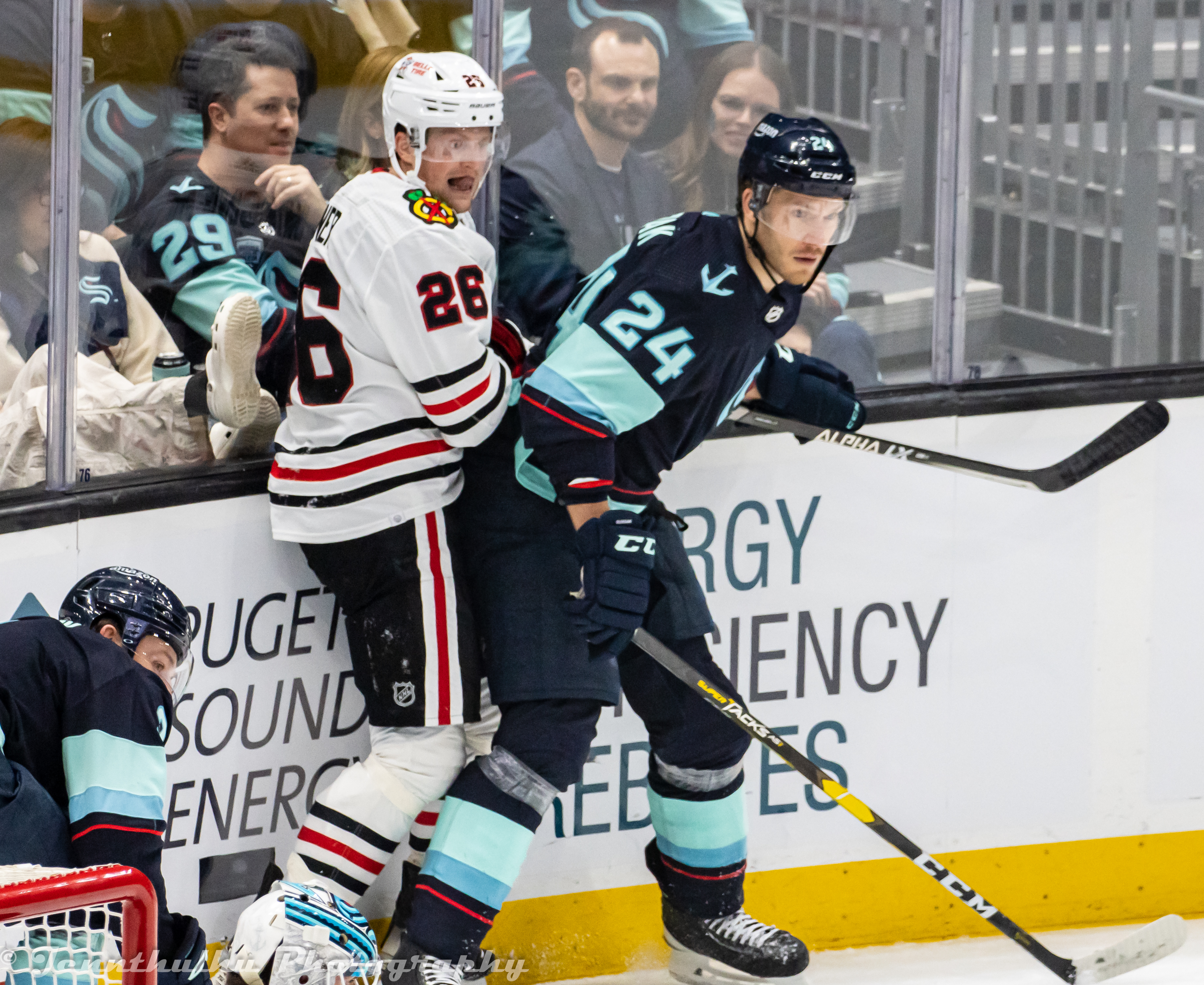
Wagner (links) im Trikot der Chicago Blackhawks (2023)

Nachdem er in seiner Jugend bei den Calgary Northstars in der Alberta Midget Hockey League zum Einsatz gekommen war, wurde Wagner beim Bantam Draft der Western Hockey League (WHL) in der fünften Runde von den Regina Pats ausgewählt. Für die Spielzeit 2013/14 wurde Wagner als 16-Jähriger in den endgültigen Mannschaftskader der Pats aufgenommen und absolvierte 42 Spiele. Seinen Durchbruch schaffte der Außenstürmer in der Saison 2014/15, in der er 61 Spiele absolvierte und 39 Scorerpunkte erzielte. In den folgenden beiden Spielzeiten konnte Wagner dies mit 62 bzw. 66 Scorerpunkten für die Pats noch überbieten.
Beim NHL Entry Draft 2015 wurde Austin Wagner in der vierten Runde als 99. Spieler von den Los Angeles Kings ausgewählt und am 6. März 2017 unterzeichnete er dort einen dreijährigen Einstiegsvertrag. Dort kam er zunächst für das Farmteam der Kings, die Ontario Reign, in der American Hockey League (AHL) zum Einsatz. Den Saisonbeginn 2017/18 verpasste Wagner durch eine Schulteroperation, zu seinem Debüt für die Ontario Reign kam er am 3. Dezember 2017 im Spiel gegen die Tucson Roadrunners. Seinen ersten Treffer in der AHL erzielte er sechs Tage später.
Im Jahr 2018 wurde Austin Wagner ins Aufgebot der Los Angeles Kings für die NHL-Spielzeit 2018/19 berufen, zu seinem NHL-Debüt kam er am 5. Oktober 2018 bei der Niederlage gegen die San Jose Sharks. Nach sieben absolvierten Spielen in der NHL wurde Wagner zunächst zu den Ontario Reign zurück berufen. Nach sechs Spielen kehrte er wieder zu den Los Angeles Kings zurück, wo er am 21. November 2018 im Spiel gegen die Colorado Avalanche seinen ersten Treffer in der National Hockey League erzielte. Am 7. Dezember 2018 wurde Wagner wieder zu den Ontario Reign zurückgeschickt, um dort mehr Spielpraxis zu sammeln.
Im weiteren Verlauf etablierte sich der Angreifer vorerst im Aufgebot der Kings und verbrachte dort die Spielzeiten 2019/20 und 2020/21, bevor er diesen Stammplatz zur Saison 2021/22 wieder verlor und ausschließlich in Ontario eingesetzt wurde. Dort war Wagner bis Anfang März 2023 aktiv, ehe er zu den Chicago Blackhawks transferiert wurde, die sich mit den Kings auf eine spätere Kompensation des Transfergeschäfts verständigten (future considerations). In Chicago beendete er die Saison 2022/23 und wechselte anschließend im Oktober 2023 erstmals nach Europa, indem er sich dem IK Oskarshamn aus der Svenska Hockeyligan (SHL) anschloss. Dort verbrachte der Kanadier eine Spielzeit und schloss sich danach Ende November 2024 den Chicago Wolves aus der AHL an.

### International
Im Jahr 2017 wurde Wagner in ein Trainingslager der kanadischen U20-Eishockeynationalmannschaft für die U20-Junioren-Weltmeisterschaft 2017 aufgenommen, schlussendlich jedoch nicht in den Kader berufen.

## Karrierestatistik
Stand: Ende der Saison 2023/24
(Legende zur Spielerstatistik: Sp oder GP = absolvierte Spiele; T oder G = erzielte Tore; V oder A = erzielte Assists; Pkt oder Pts = erzielte Scorerpunkte; SM oder PIM = erhaltene Strafminuten; +/− = Plus/Minus-Bilanz; PP = erzielte Überzahltore; SH = erzielte Unterzahltore; GW = erzielte Siegtore; 1 Play-downs/Relegation; Kursiv: Statistik nicht vollständig)